# Saulx-le-Duc
 (indiquez la date de pose grâce au paramètre date).
Pour les articles homonymes, voir Saulx.
Saulx-le-Duc est une commune française située dans le département de la Côte-d'Or en région Bourgogne-Franche-Comté. Saulx-le-Duc fait partie de la communauté de communes des Vallées de la Tille et de l'Ignon (COVATI).

## Géographie

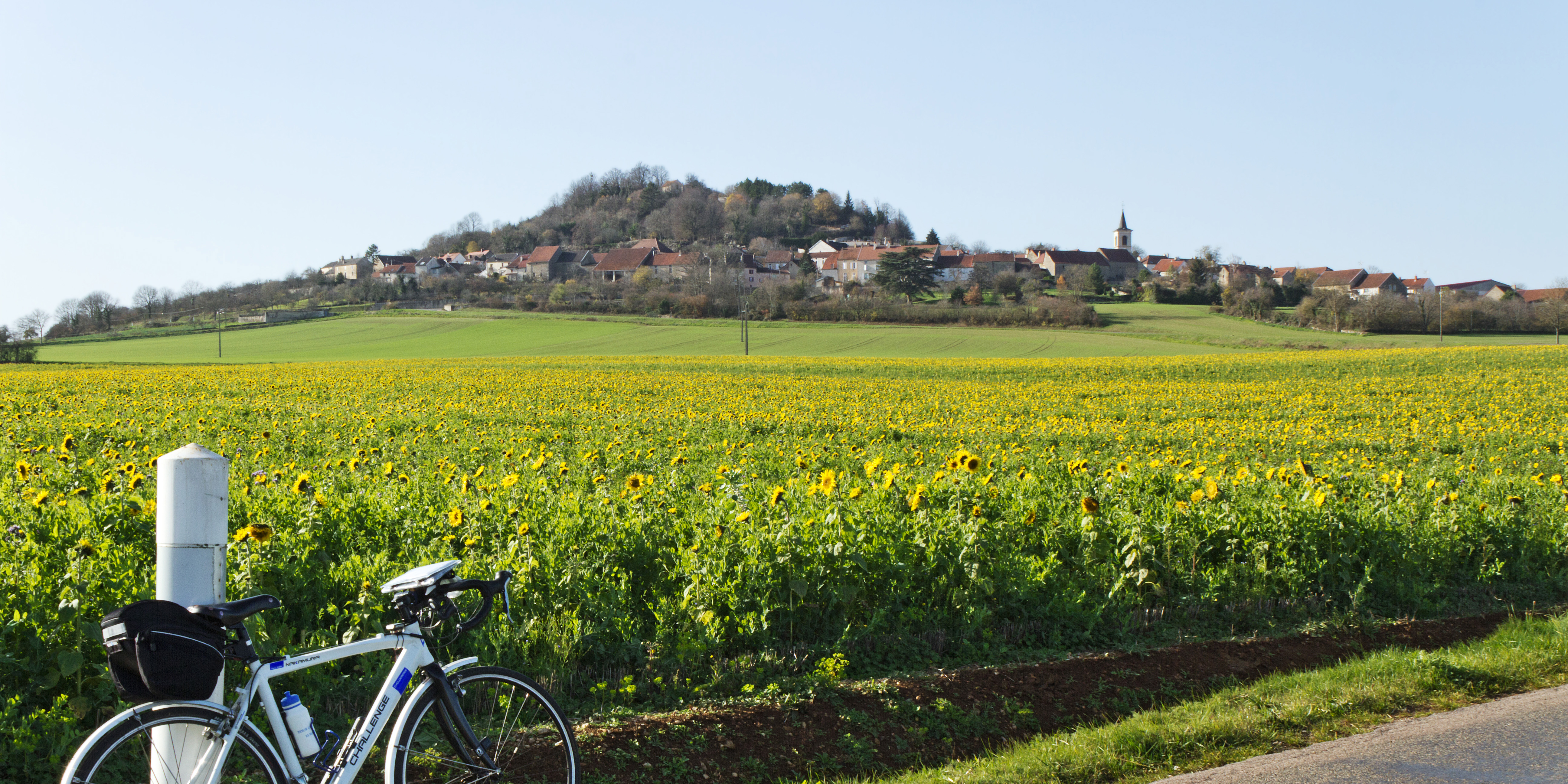
Saulx-le-Duc et la butte Saint-Siméon, vue depuis la route de Diénay.

Sur la rive gauche de l'Ignon dont la limite suit le cours au sud, le grand territoire de Saulx-le-Duc (29 km2) se partage entre agriculture et forêt. Le village est accroché sur le versant est de la butte karstique Saint-Siméon (482 m, plus haut point de la commune) qui offre un panorama sur toute la région, parfois jusqu'au Mont-Blanc dit-on… Les champs cultivables entourent le village dans les zones abritées des vents dominants et sur le plateau autour de Luxerois. Les forêts couvrent les buttes, les collines et le fond de nombreuses combes.

### Accès
La route départementale 901 qui relie Is-sur-Tille à Châtillon-sur-Seine suit l'Ignon, rivière sur laquelle s'inscrit le point le plus bas du finage à 296 m. Le sentier de grande randonnée no 7 (GR7) qui va de l'Alsace aux Pyrénées (emprunté par certains pèlerins de Compostelle venus de l'Europe du Nord) traverse la commune du nord au sud en forêt de Bonières, sans passer par le pittoresque village.

### Hameaux, écarts, lieux-dits

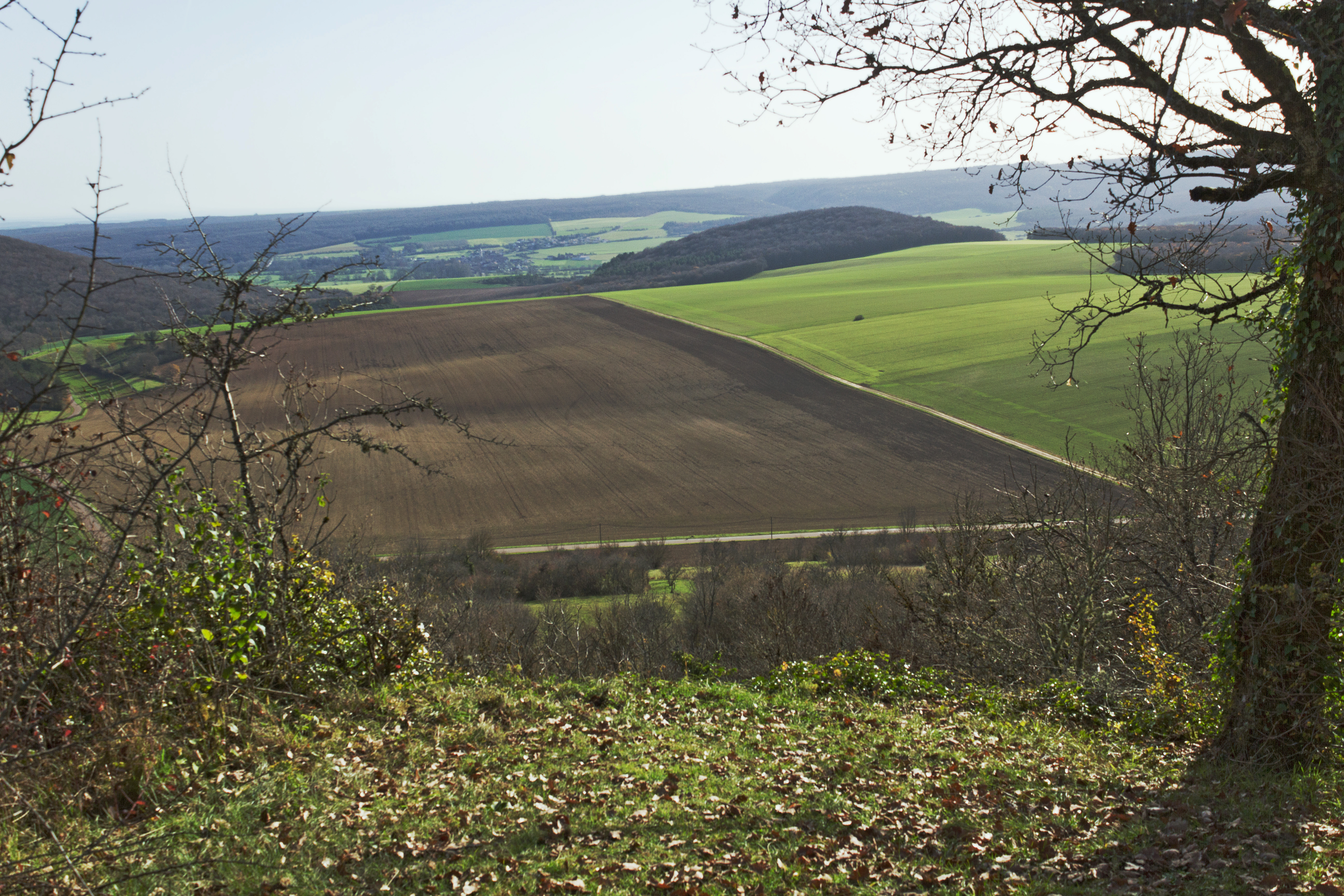
Combe Méline et butte de Touloison (424 m) vus depuis la butte Saint-Siméon.

- Hameaux détachés du village :  Luxerois, Saulx-la-Ville.
- Habitat ou bâti écarté : Rond-Buisson, Vaudîmes.
- Lieux-dits d'intérêt local : Butte de Touloison, forêt de la Bonière. Plusieurs combes portent un nom (combe Méline, combe de Fontenille, combe au Chaperon…)

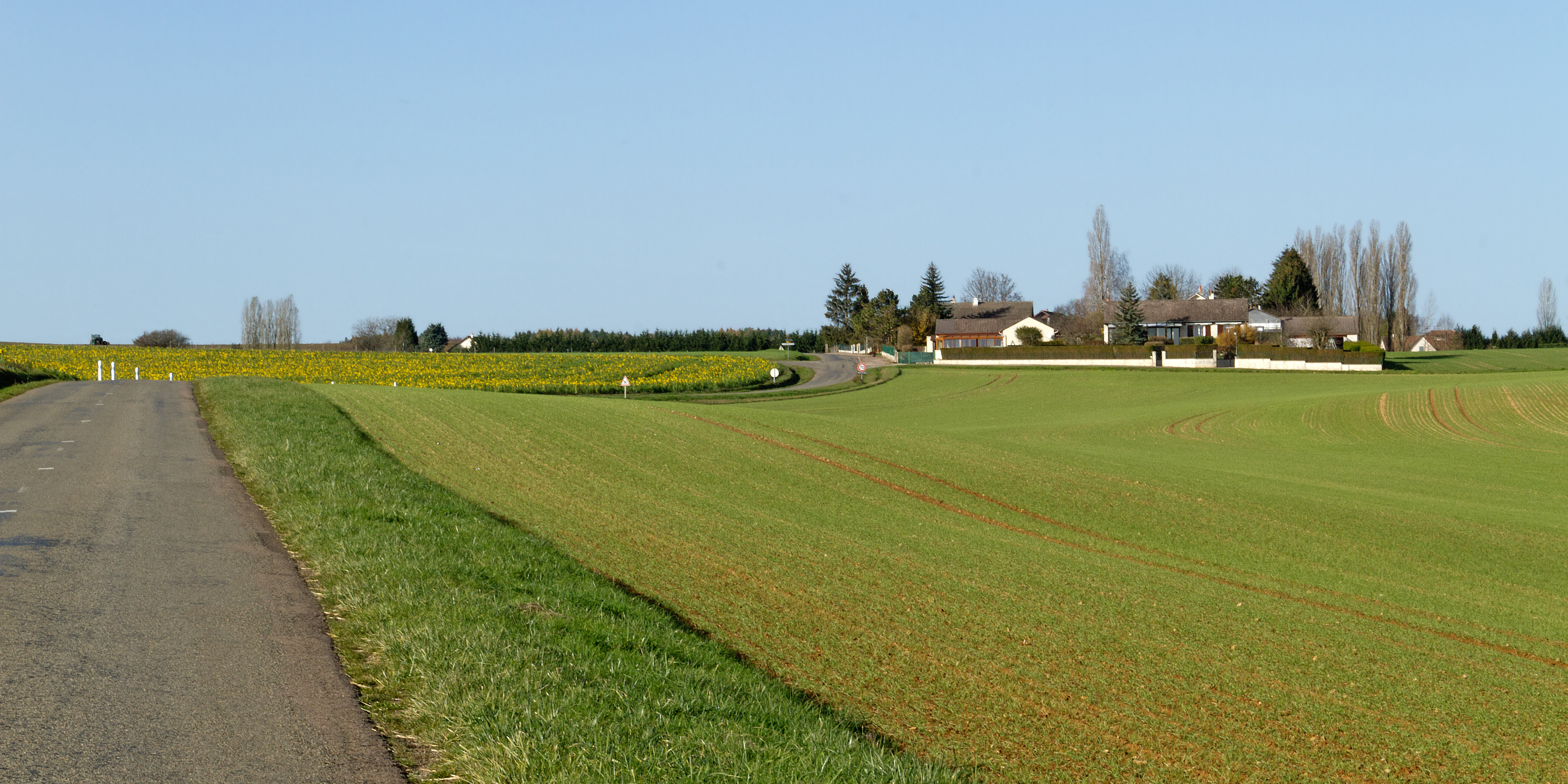
Saulx-la-Ville depuis la route de Diénay.
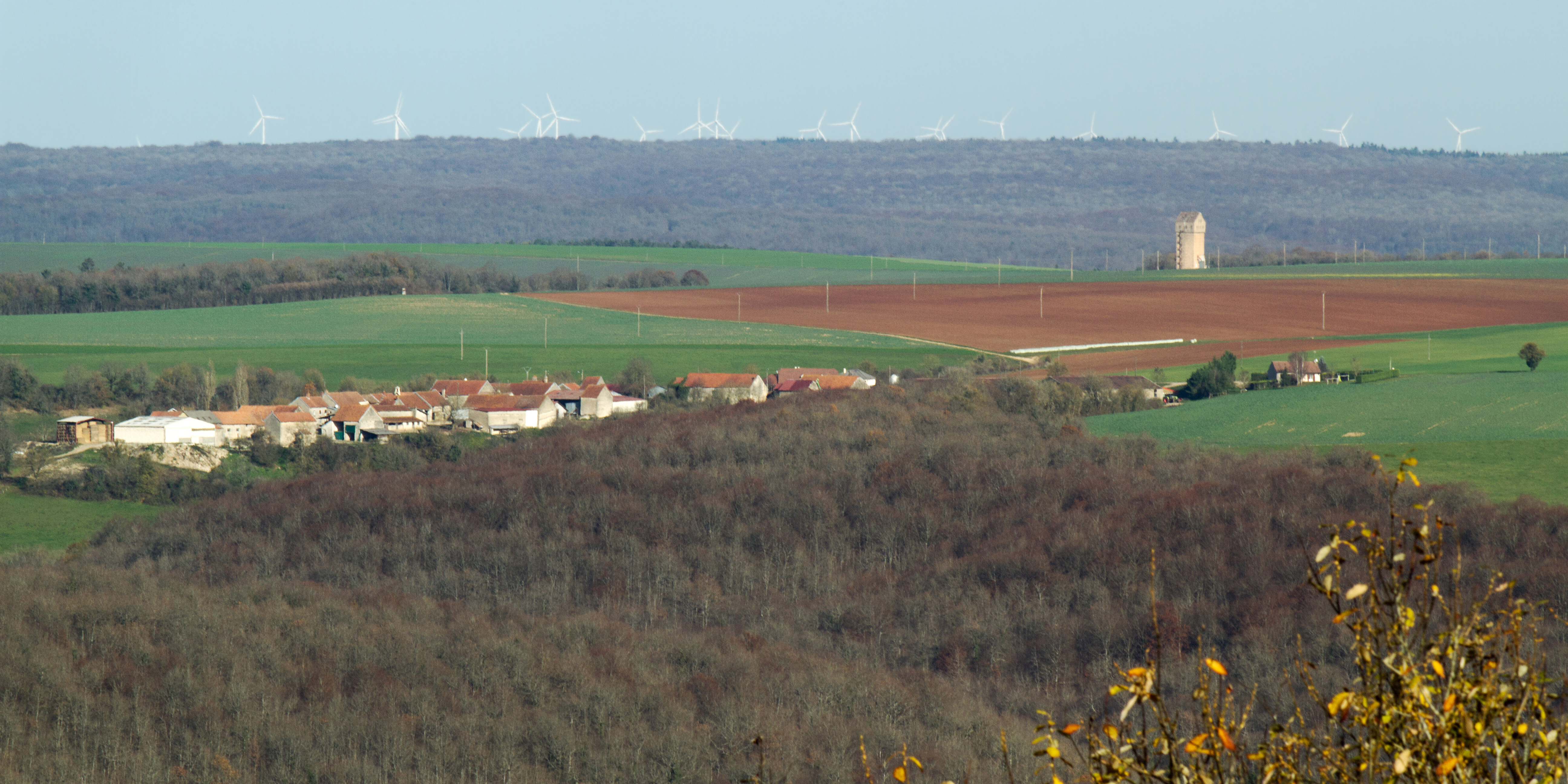
Luxerois depuis la butte Saint-Siméon.

### Hydrographie
Bien qu'il existe plusieurs sources sur le finage (sources de Fontenille, de la Maladière, de Vaubois, fontaine de Luxerois), il n'existe aucun ruisseau pour traverser le territoire ou rejoindre l'Ignon au sud. Le terrain karstique a tendance à faire disparaître l'eau dans des réseaux souterrains, la résurgence dans le village voisin de Villecomte avec son gouffre inondé en est un des signes. L'Ignon suit la limite de territoire sud par plusieurs méandres sur un bon kilomètre, pour une dénivellation d'environ deux mètres. L'Ignon est un affluent de la Tille, sur le bassin versant de la Saône et du Rhône.

### Climat
Pour des articles plus généraux, voir Climat de la Bourgogne-Franche-Comté et Climat de la Côte-d'Or.
En 2010, le climat de la commune est de type climat des marges montargnardes, selon une étude du Centre national de la recherche scientifique s'appuyant sur une série de données couvrant la période 1971-2000. En 2020, Météo-France publie une typologie des climats de la France métropolitaine dans laquelle la commune est exposée à un climat océanique altéré et est dans la région climatique  Lorraine, plateau de Langres, Morvan, caractérisée par un hiver rude (1,5 °C), des vents modérés et des brouillards fréquents en automne et hiver. 
Pour la période 1971-2000, la température annuelle moyenne est de 9,7 °C, avec une amplitude thermique annuelle de 17 °C. Le cumul annuel moyen de précipitations est de 916 mm, avec 12,6 jours de précipitations en janvier et 8,5 jours en juillet. Pour la période 1991-2020, la température moyenne annuelle observée sur la station météorologique de Météo-France la plus proche, « Saint-Martin-du-M », sur la commune de Saint-Martin-du-Mont à 21 km à vol d'oiseau, est de 9,9 °C et le cumul annuel moyen de précipitations est de 938,1 mm,. Pour l'avenir, les paramètres climatiques de la commune estimés pour 2050 selon différents scénarios d'émission de gaz à effet de serre sont consultables sur un site dédié publié par Météo-France en novembre 2022.

## Urbanisme

### Typologie
Au 1er janvier 2024, Saulx-le-Duc est catégorisée commune rurale à habitat dispersé, selon la nouvelle grille communale de densité à 7 niveaux définie par l'Insee en 2022.
Elle est située hors unité urbaine. Par ailleurs la commune fait partie de l'aire d'attraction de Dijon, dont elle est une commune de la couronne,. Cette aire, qui regroupe 333 communes, est catégorisée dans les aires de 200 000 à moins de 700 000 habitants,.

### Occupation des sols
L'occupation des sols de la commune, telle qu'elle ressort de la base de données européenne d’occupation biophysique des sols Corine Land Cover (CLC), est marquée par l'importance des forêts et milieux semi-naturels (61,3 % en 2018), une proportion identique à celle de 1990 (61,3 %). La répartition détaillée en 2018 est la suivante : 
forêts (61,3 %), terres arables (36,5 %), prairies (1,3 %), zones agricoles hétérogènes (0,9 %). L'évolution de l’occupation des sols de la commune et de ses infrastructures peut être observée sur les différentes représentations cartographiques du territoire : la carte de Cassini (XVIIIe siècle), la carte d'état-major (1820-1866) et les cartes ou photos aériennes de l'IGN pour la période actuelle (1950 à aujourd'hui).

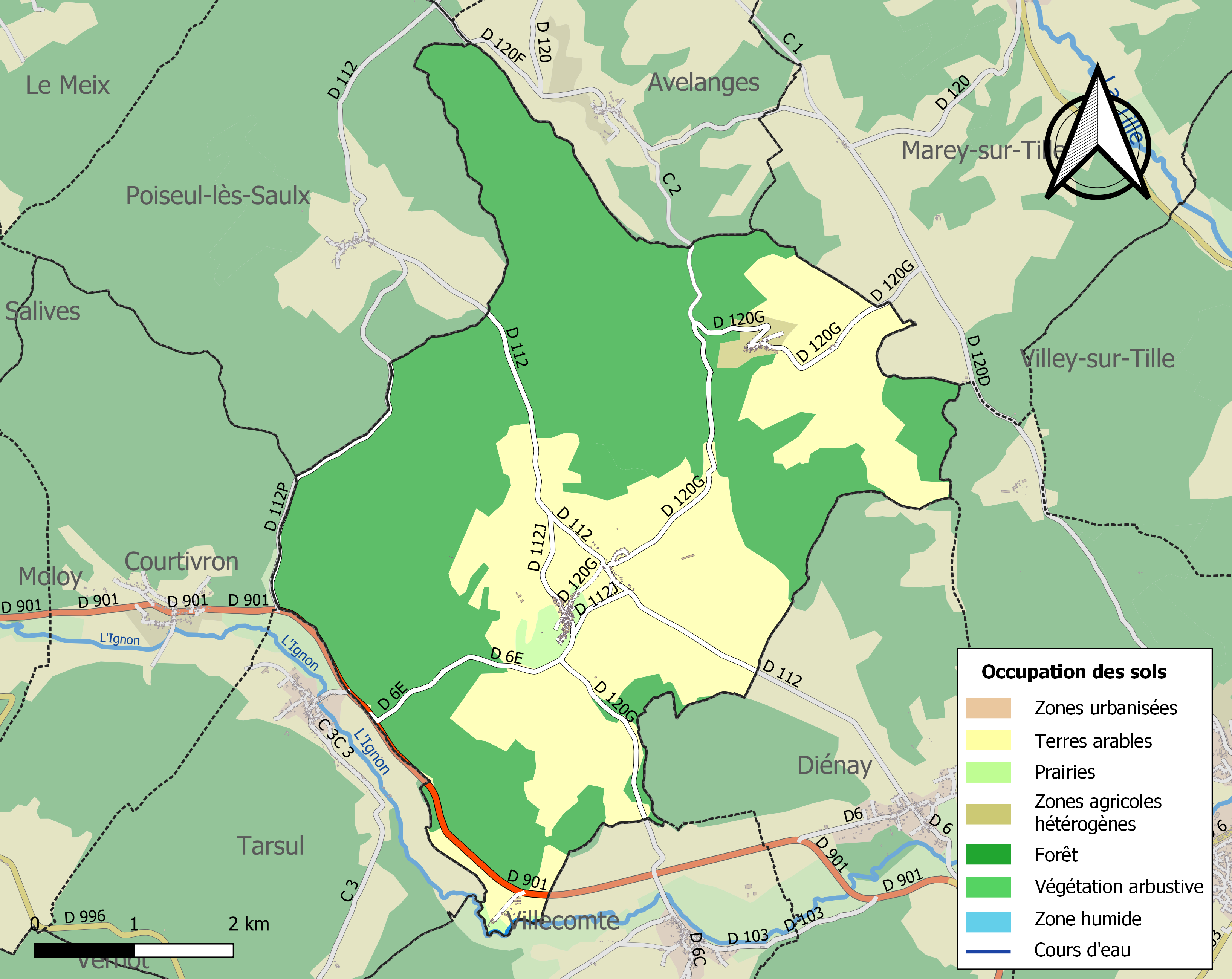
Carte des infrastructures et de l'occupation des sols de la commune en 2018 (CLC).

## Toponymie
Semble formé sur la racine sal- issue du latin salire, « sauter, jaillir », pour désigner une source  d’eau  minérale  où l’on dit que le duc de Bourgogne prenait beaucoup de plaisir. L’origine selon le gaulois salico ou le latin salix, -icem,« saule », n’est cependant pas exclue.

## Histoire
Saulx-le-Duc est le berceau d'une illustre maison noble de Bourgogne connue depuis le XIe siècle : la maison de Saulx.
En 1254, le château et la terre de Saulx furent cédés à Saint-Louis par les seigneurs de Saulx ; ceux-ci en retinrent toutefois le nom. En 1303, Philippe le Bel donna cette terre à Robert, duc de Bourgogne, d'où le nom de « Saulx-le-Duc ».
Au cours de la période révolutionnaire de la Convention nationale (1792-1795), la commune a porté les noms de Saulx-en-Montagne et de Saulx-la-Ville.

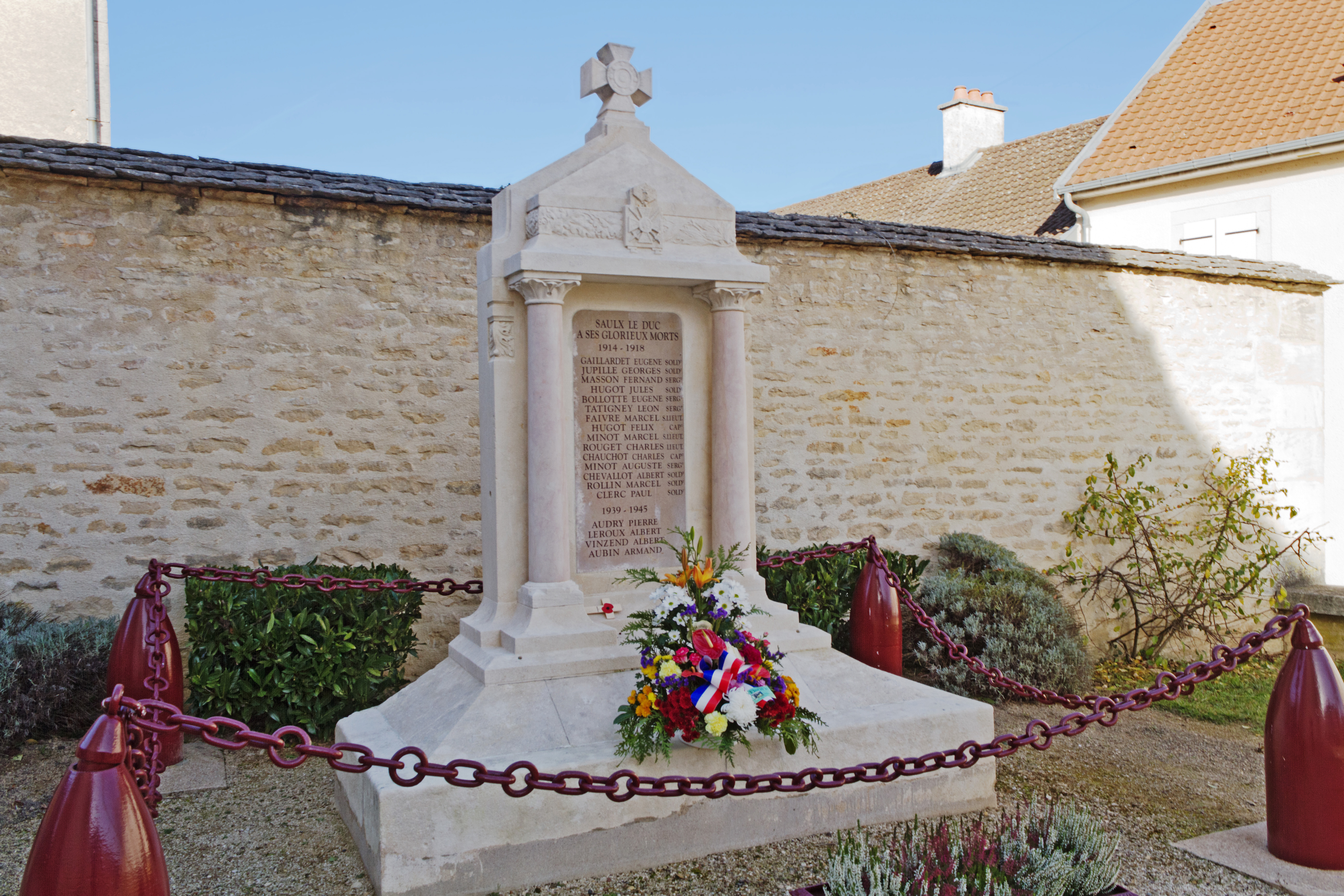
Monument aux morts.
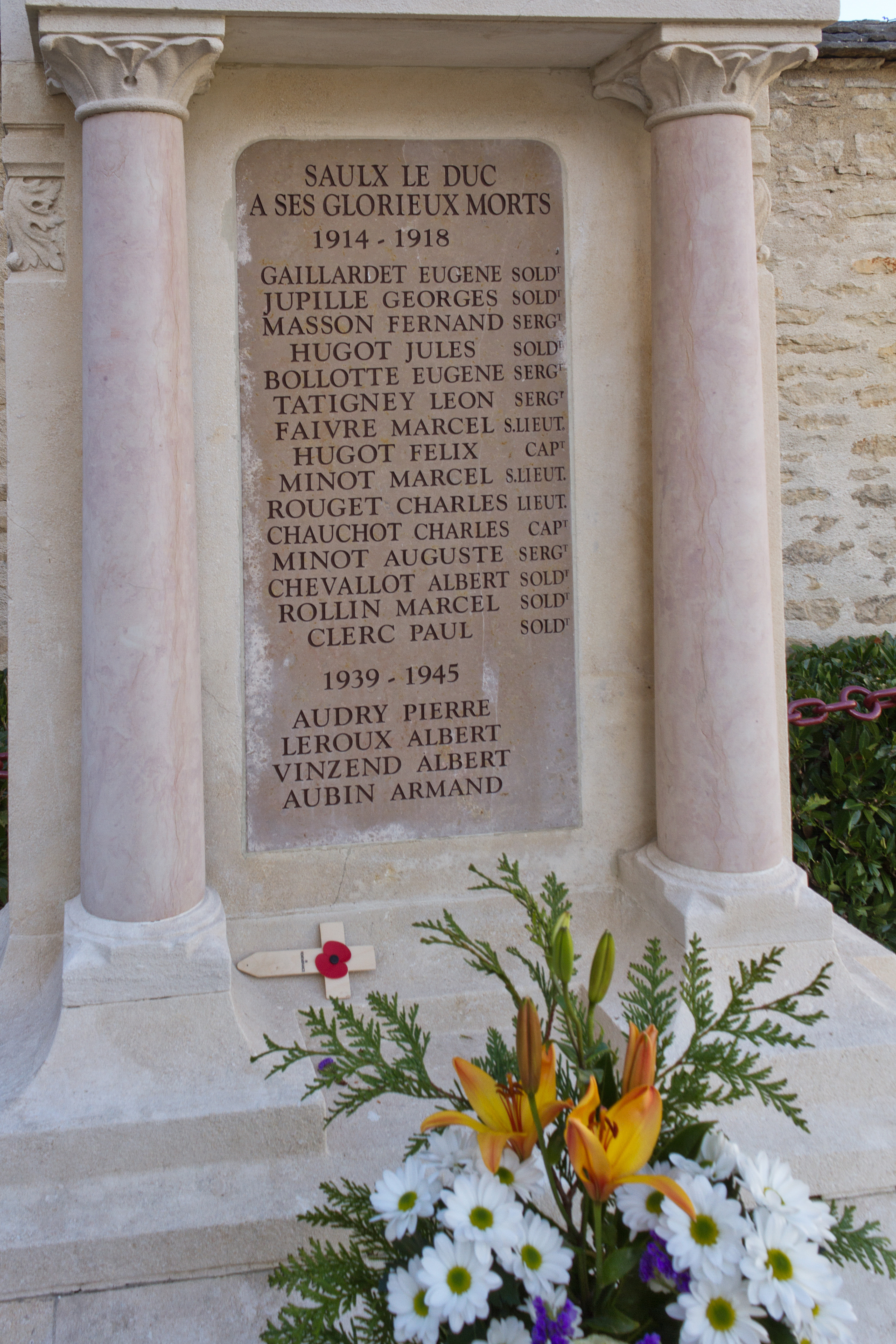
Plaque nominative.

## Politique et administration

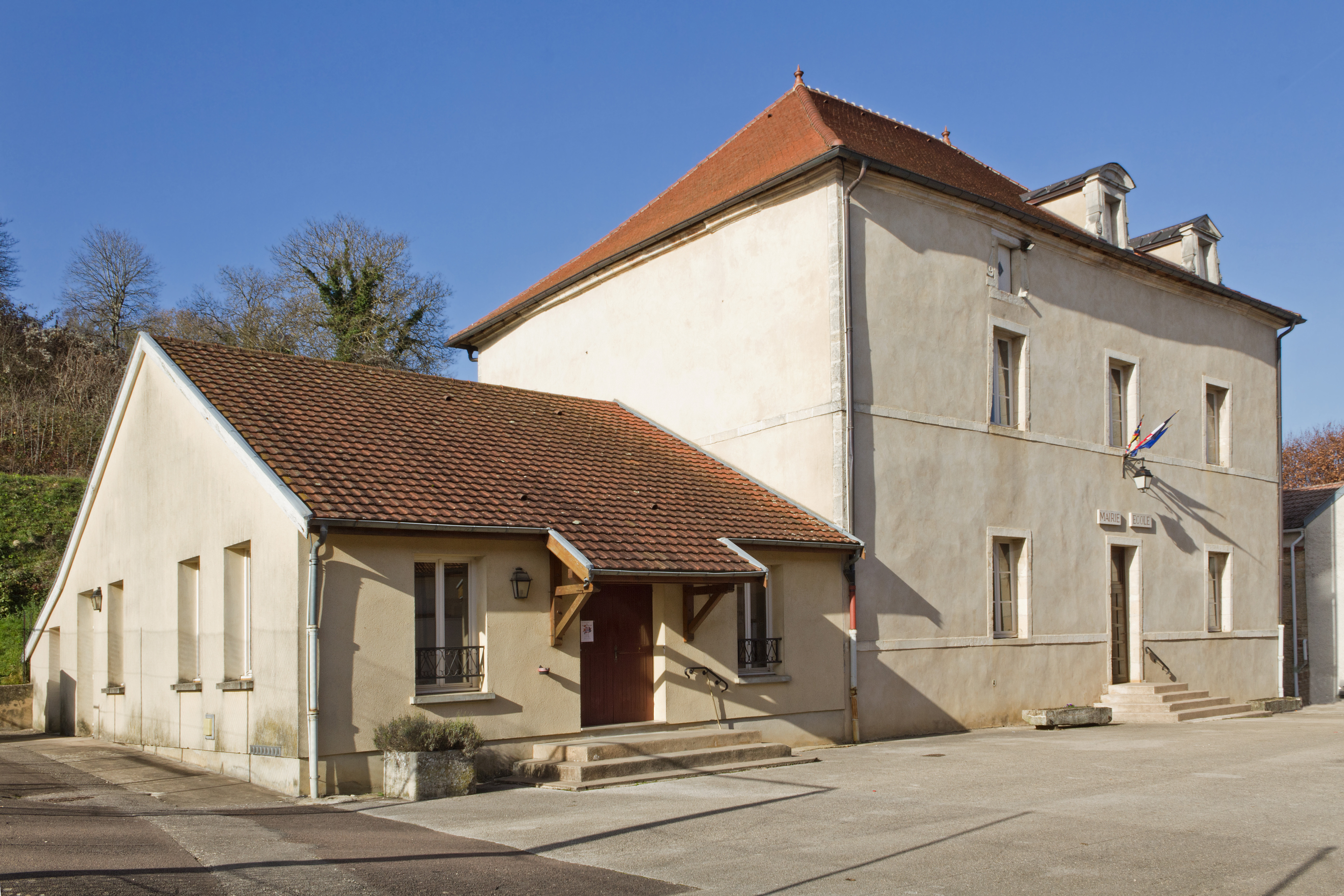
Mairie-école de Saulx-le-Duc. La mairie est l'ancienne maison des chanoines.

| Période                                  | Période  | Identité           | Étiquette | Qualité      |
| ---------------------------------------- | -------- | ------------------ | --------- | ------------ |
| 2014                                     | En cours | Francis Perderiset | DVD       | Agriculteur  |
| 2008                                     | 2014     | Alain Boulay       | DVD       | -            |
| 1971                                     | 2008     | Pierre Lavier      | DVD       | Agricullteur |
| avant 1988                               | ?        | Alain Bard         |           | Agriculteur  |
|                                          |          | Armand Grapin      |           | Cultivateur  |
| Les données manquantes sont à compléter. |          |                    |           |              |

## Démographie
L'évolution du nombre d'habitants est connue à travers les recensements de la population effectués dans la commune depuis 1793. Pour les communes de moins de 10 000 habitants, une enquête de recensement portant sur toute la population est réalisée tous les cinq ans, les populations de référence des années intermédiaires étant quant à elles estimées par interpolation ou extrapolation. Pour la commune, le premier recensement exhaustif entrant dans le cadre du nouveau dispositif a été réalisé en 2005.

En 2022, la commune comptait 248 habitants, en évolution de +3,33 % par rapport à 2016 (Côte-d'Or : +0,82 %, France hors Mayotte : +2,11 %).
| 1793 | 1800 | 1806 | 1821 | 1836 | 1841 | 1846 | 1851 | 1856 |
| ---- | ---- | ---- | ---- | ---- | ---- | ---- | ---- | ---- |
| 443  | 517  | 543  | 472  | 520  | 495  | 507  | 514  | 470  |

| 1861 | 1866 | 1872 | 1876 | 1881 | 1886 | 1891 | 1896 | 1901 |
| ---- | ---- | ---- | ---- | ---- | ---- | ---- | ---- | ---- |
| 468  | 408  | 407  | 381  | 361  | 331  | 313  | 290  | 261  |

| 1906 | 1911 | 1921 | 1926 | 1931 | 1936 | 1946 | 1954 | 1962 |
| ---- | ---- | ---- | ---- | ---- | ---- | ---- | ---- | ---- |
| 269  | 264  | 214  | 253  | 272  | 270  | 242  | 214  | 203  |

| 1968 | 1975 | 1982 | 1990 | 1999 | 2005 | 2006 | 2010 | 2015 |
| ---- | ---- | ---- | ---- | ---- | ---- | ---- | ---- | ---- |
| 211  | 213  | 244  | 201  | 187  | 232  | 250  | 271  | 243  |

| 2020 | 2022 | - | - | - | - | - | - | - |
| ---- | ---- | - | - | - | - | - | - | - |
| 250  | 248  | - | - | - | - | - | - | - |

## Culture locale et patrimoine

### Lieux, monuments et pôles d'intérêt
En 2015, la commune n'a pas de monument classé à l'inventaire des monuments historiques, 5 éléments y sont répertoriés et 3 objets sont répertoriés à l'inventaire général du patrimoine culturel.
- L'église de l'Assomption-de-Notre-Dame a été construite en 1844 sur un plan rectangulaire avec un clocher carré en façade. Elle renferme les objets répertoriés aux Monuments Historiques.
- Maisons bourguignonnes anciennes parfois ornées de statues ou de cadrans solaires dans le village.
- vierge noire et calvaire sur l'aire de pique-nique au pied de la butte Saint-Siméon. le piédestal de la Vierge est gravé "SOUVENIR DE L'ÉGLISE N.D. COLLÉGIALE ET PAROISSIALE DE SAULX 1197-1844".

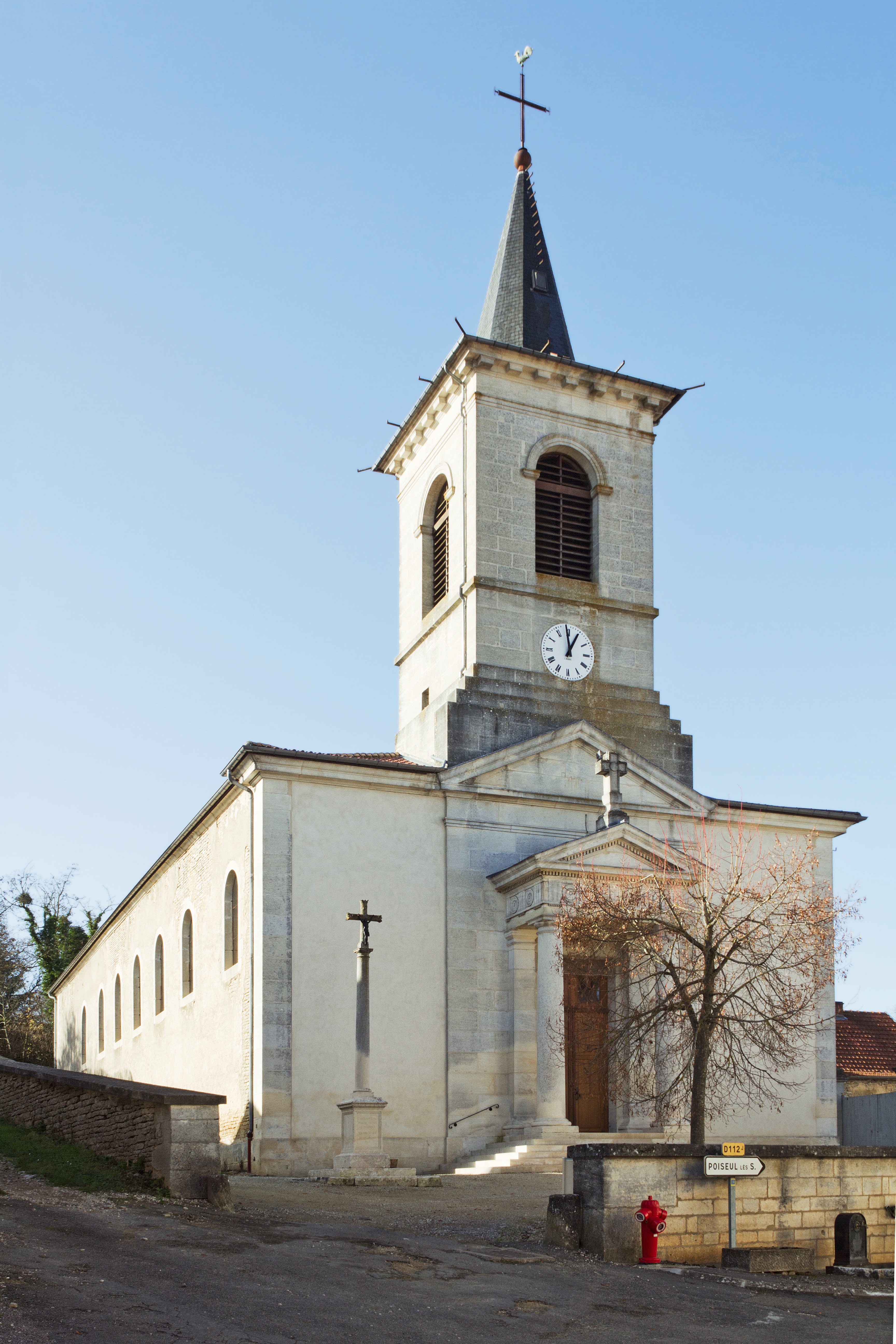
Église du village.
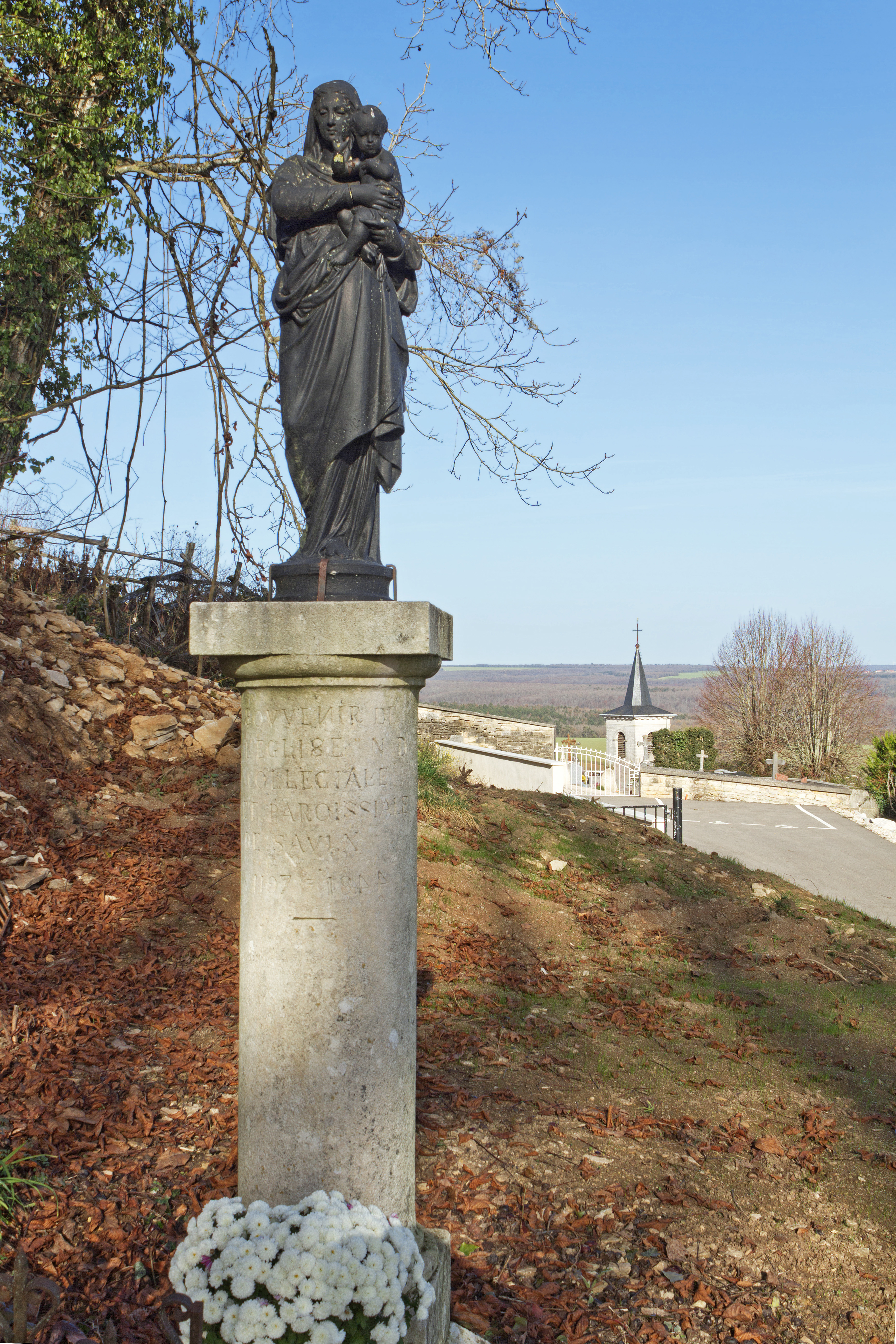
Vierge noire.
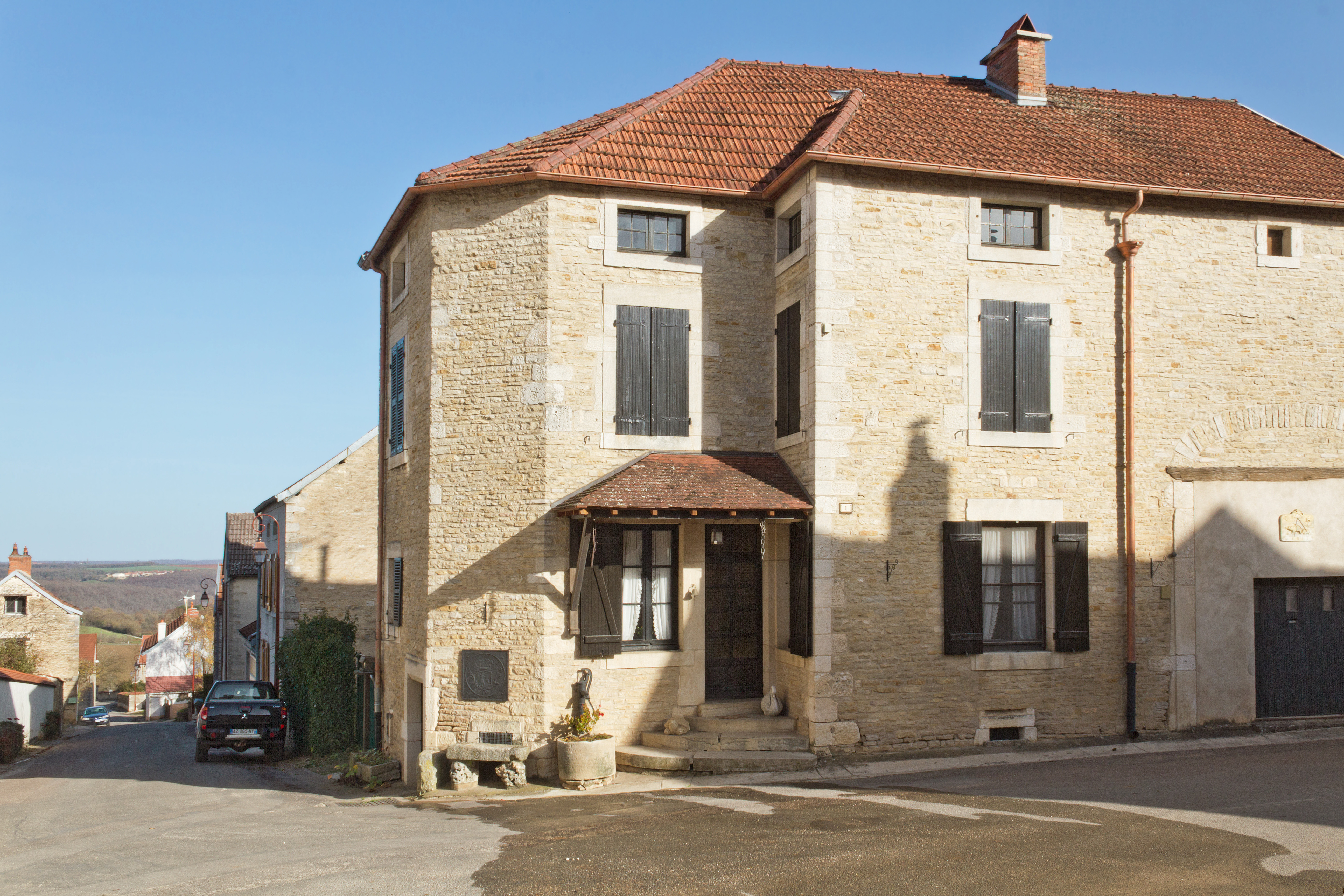
Maison au croisement des rues Notre-Dame et de Saulx-la-Ville.
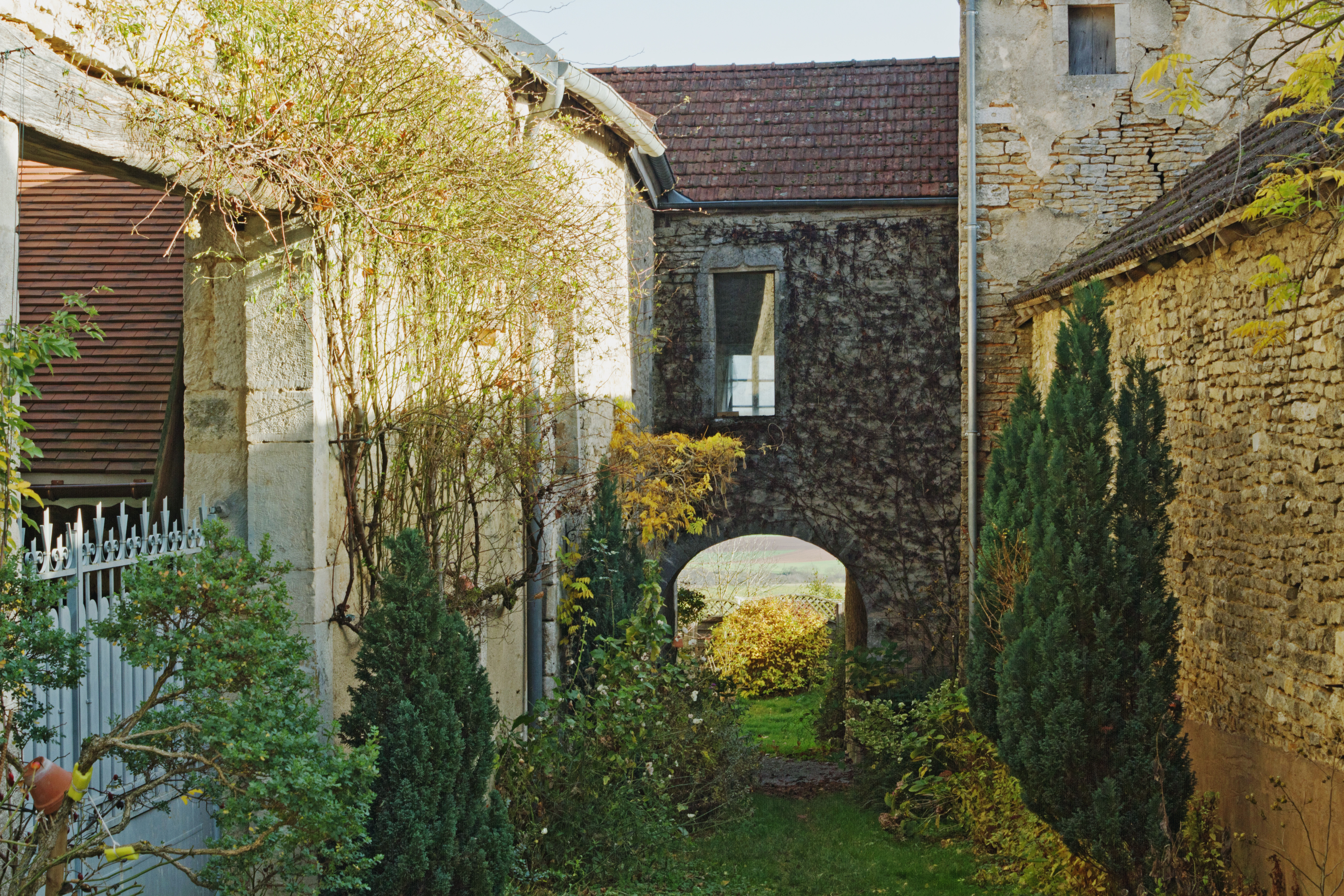
Vieille ruelle du village.
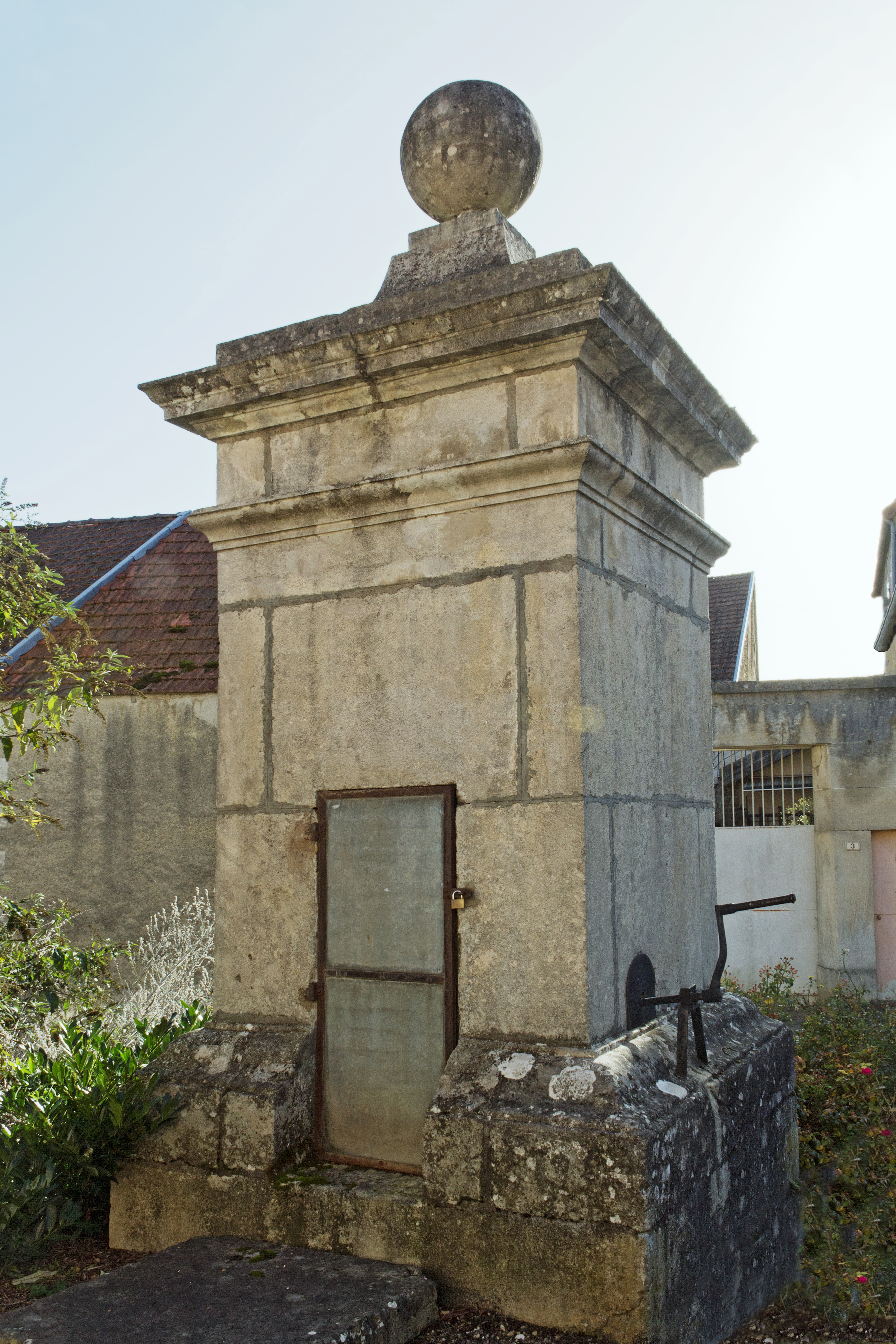
Ancien puits fermé.

- Trois aires de pique-nique existent sur la commune : l'esplanade de la butte (voir ci-dessous), une terrasse avec des bancs au pied de la butte près de la Vierge Noire et la rive de l'étang aménagée près du lavoir.

### Butte Saint-Siméon
"Sur la butte Saint-Siméon était autrefois le château de Saulx surnommé par Henri IV “le nid à rats des Ligueurs” puisque ceux-ci, sous la conduite du duc de Nemours, y avaient trouvé asile. On raconte qu'en juin 1589, ils ruinèrent la ville d'Is-sur-Tille en seulement 18 jours… Henri IV fera raser le château en 1591[réf. nécessaire]. La butte, qui culmine à 481 m, offre un panorama sur la vallée de l'Ignon depuis Courtivron jusqu'à Is-sur-Tille."
- Chapelle collégiale Saint-Siméon 
"fondée en 1197 dans l’enceinte du château fort par Guy de Saulx, elle comportait 7 chanoines. Acquise par la commune, elle a été entièrement restaurée."[19]
- Statue de Saint Siméon à l'extrémité est de l'esplanade[Laquelle ?]. À l'opposé côté ouest, un calvaire en pierre dont les inscriptions du piédestal sont illisibles (en 2015).

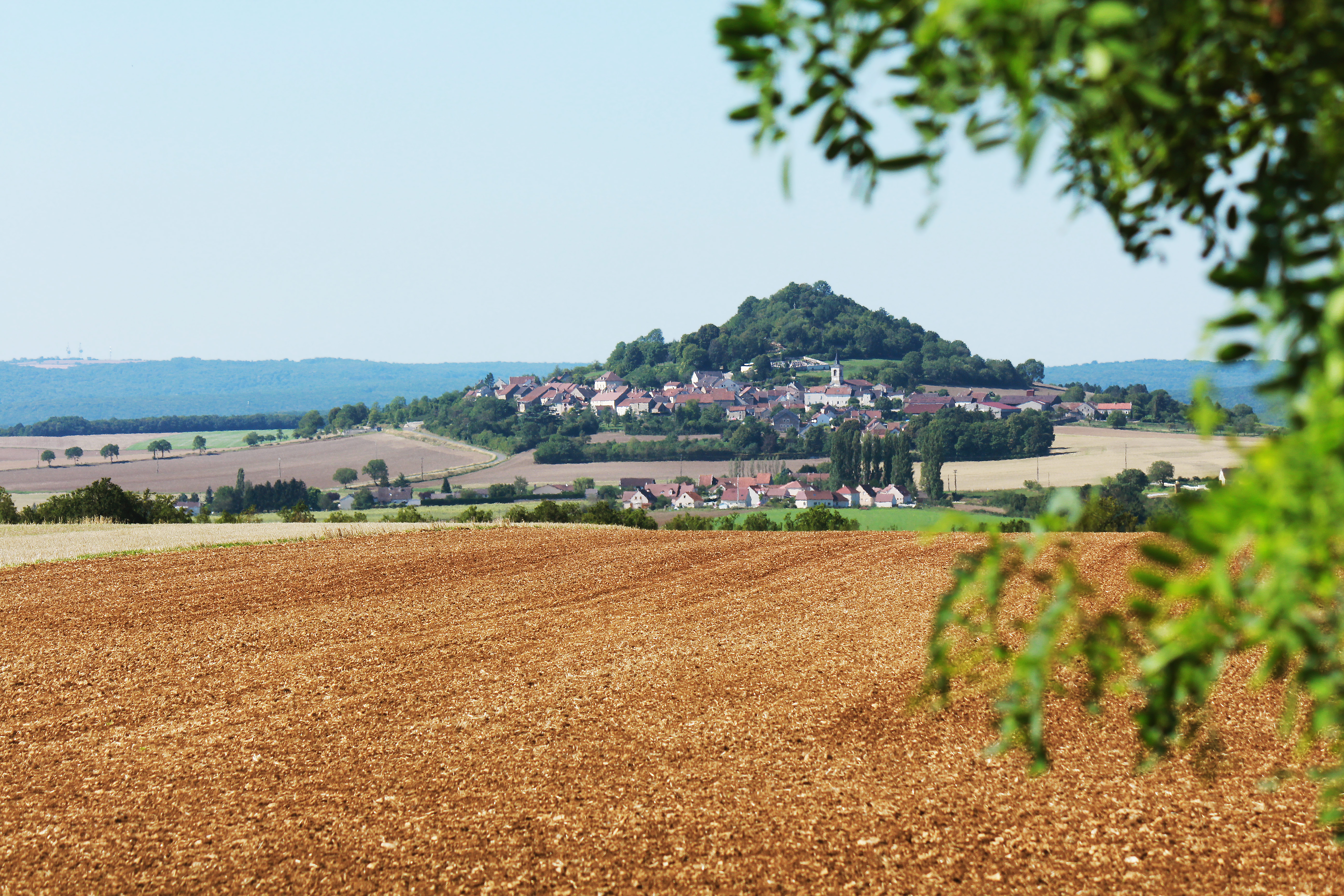
La butte Saint-Siméon vue depuis Luxerois.
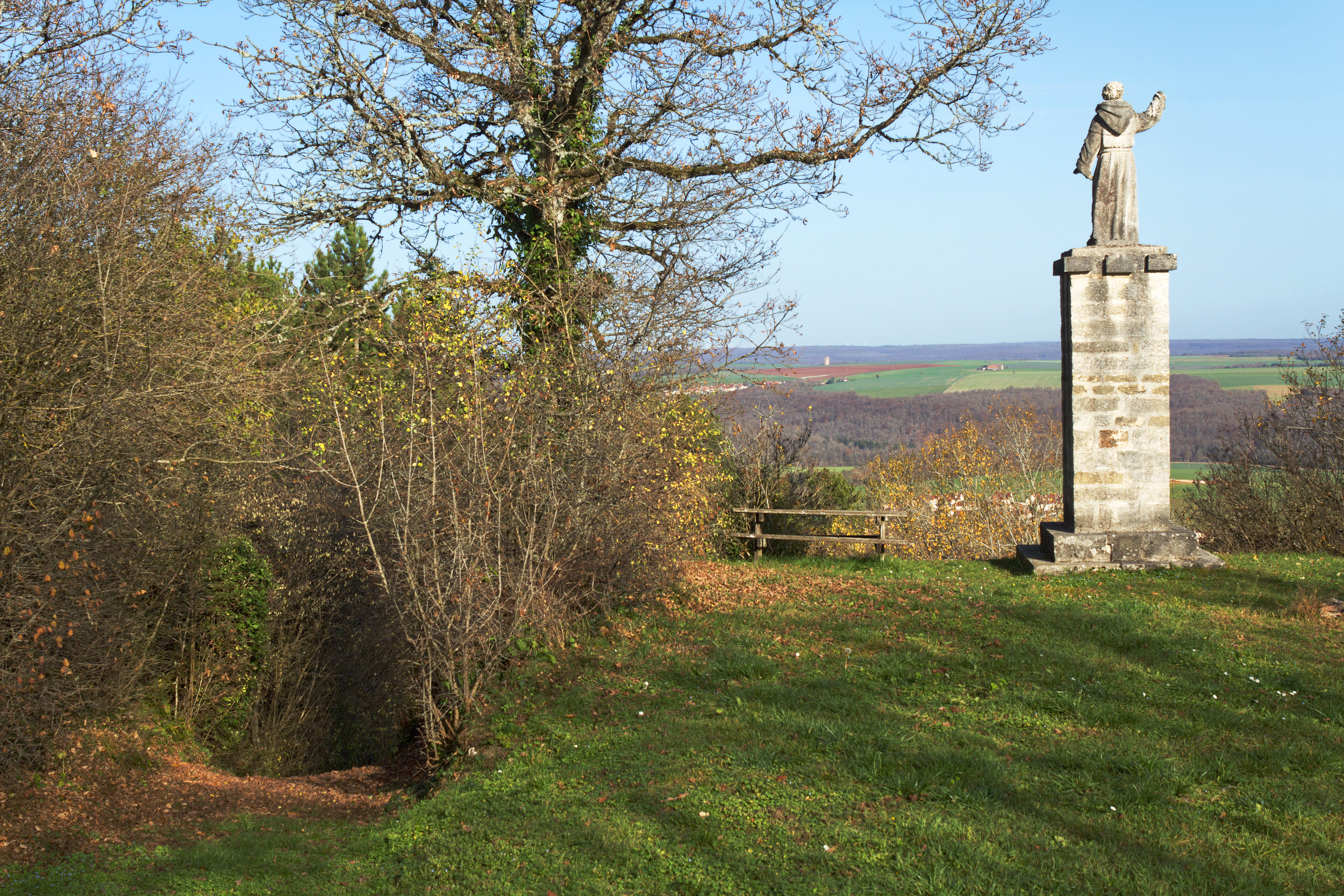
Saint Siméon protège le village.
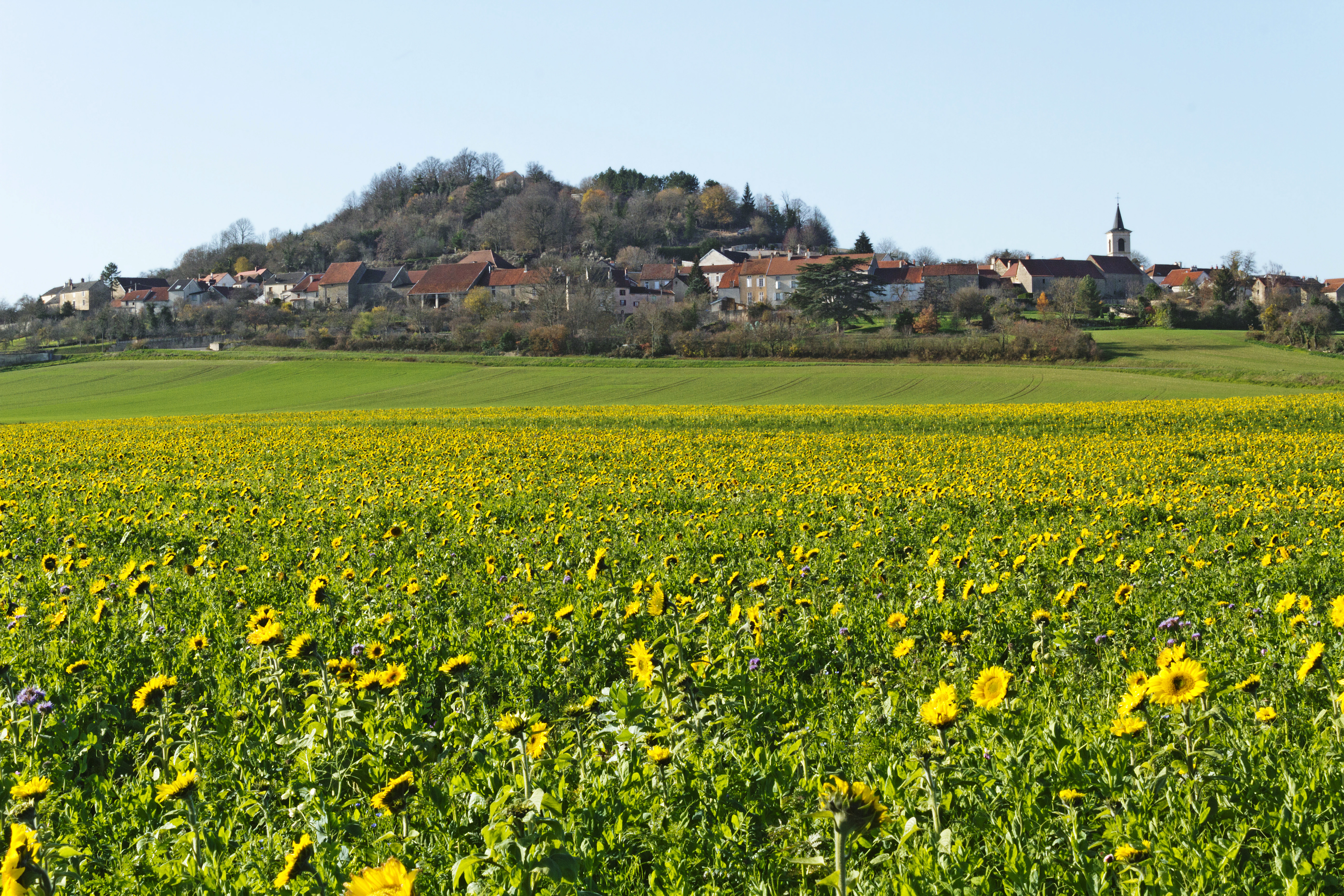
Le château-fort sur la butte a été rasé en 1602.

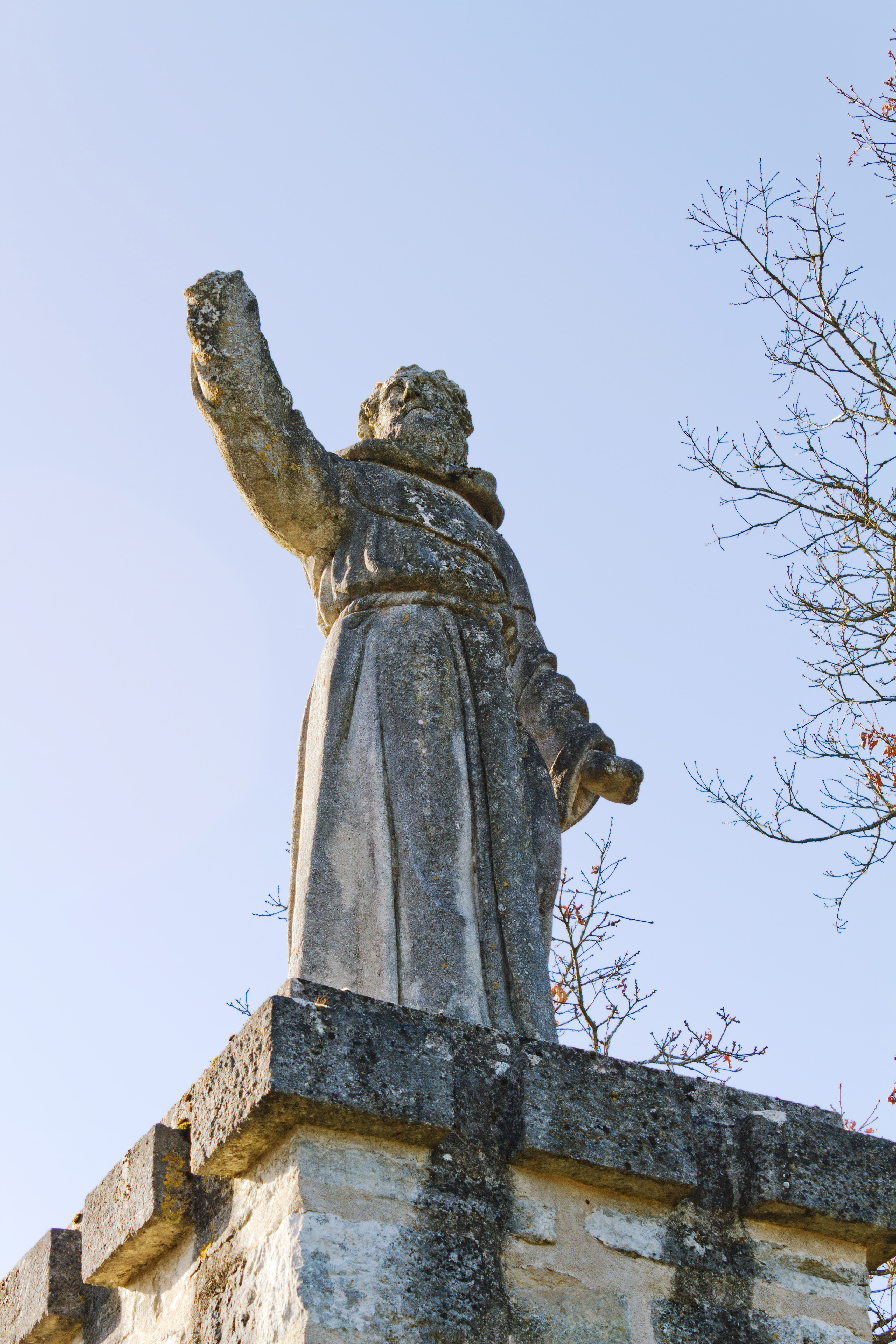
Statue de Saint Siméon.
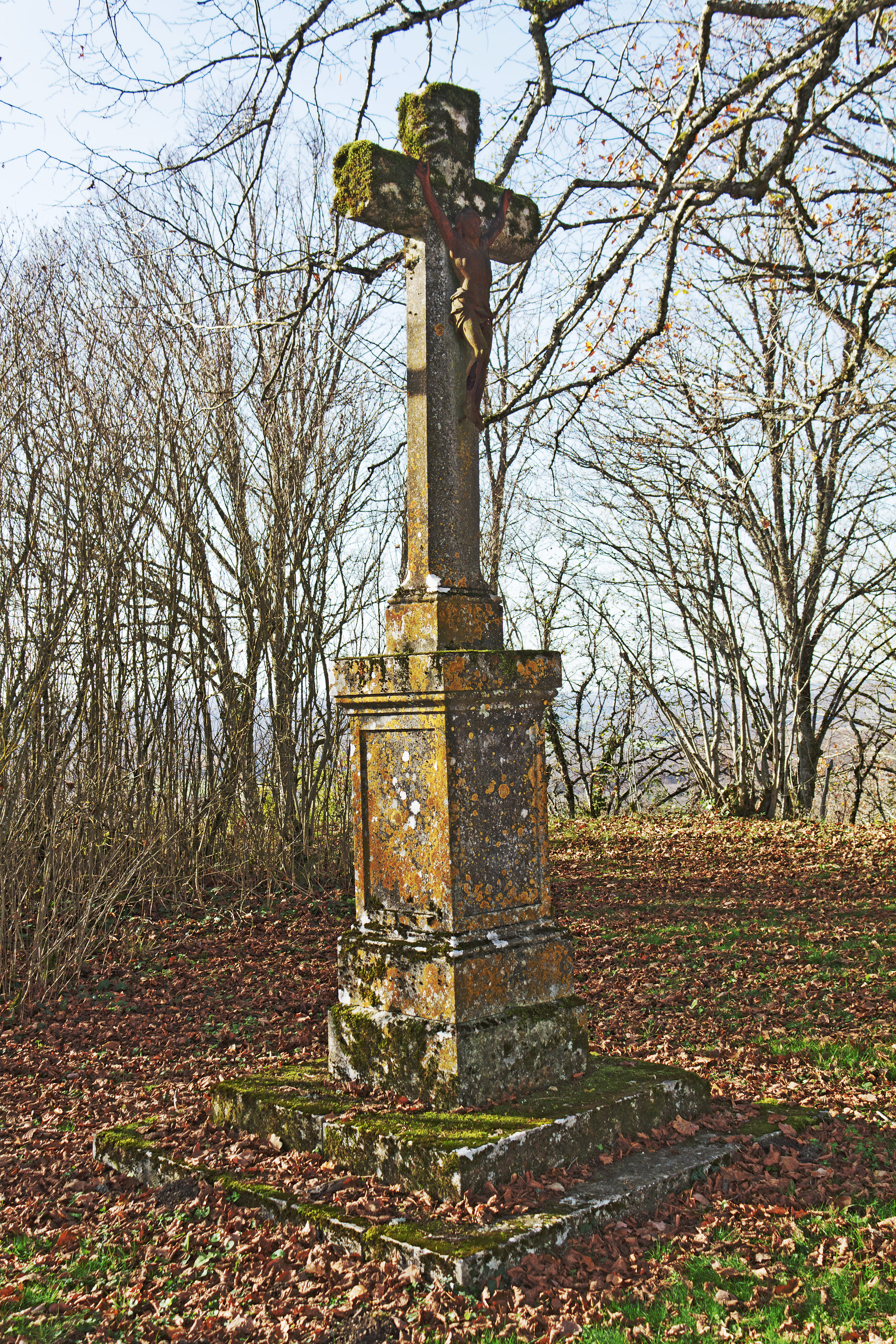
Croix de l'esplanade.
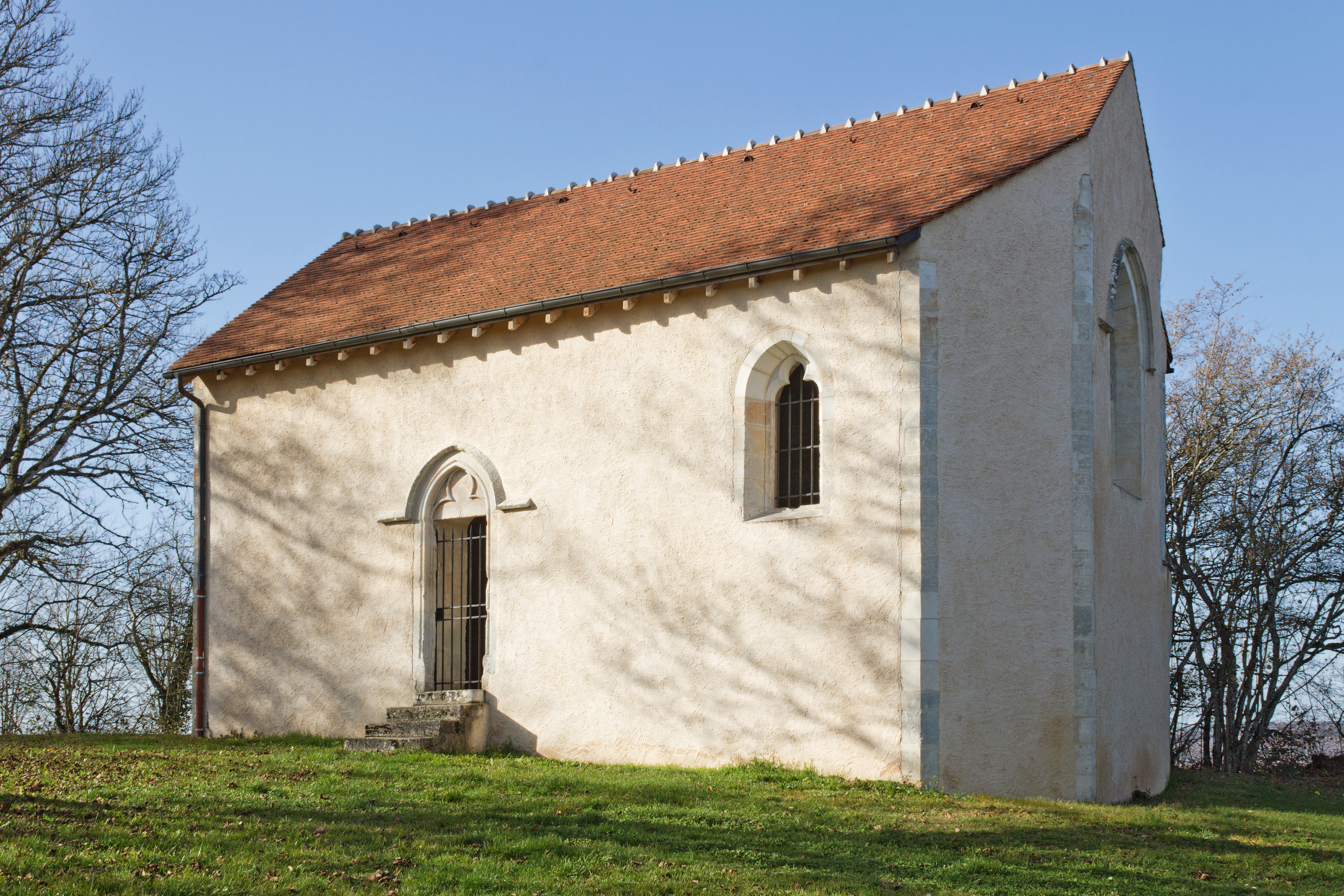
Chapelle Saint-Siméon.
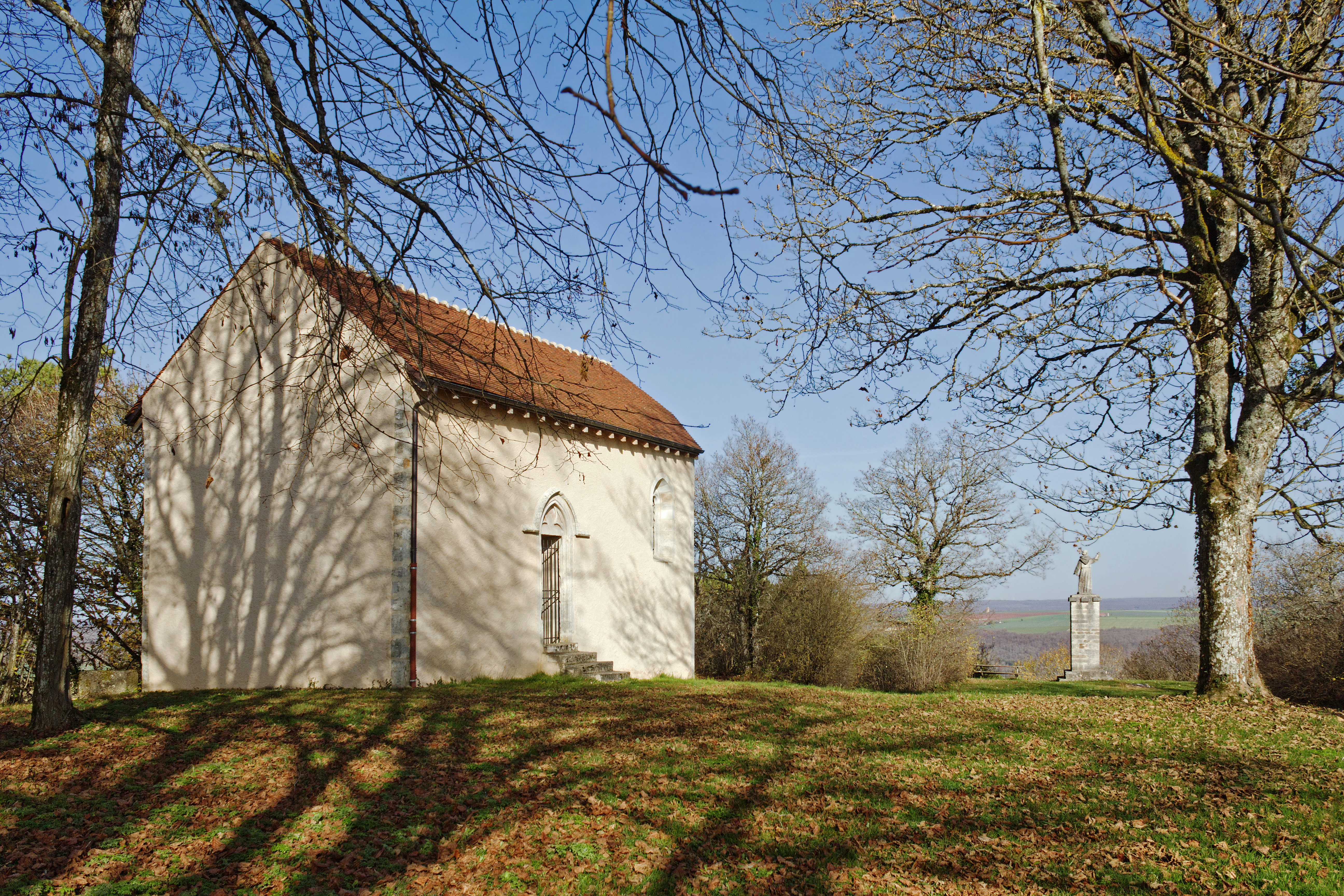
Esplanade de la butte.

- lavoir avec un toit en lave sur l'étang de Saulx-la-Ville, rénové.
- Chapelle Sainte-Anne à Luxerois, de plan rectangulaire à six contreforts allongé d'une abside ronde. Elle est suivie d'une croix monumentale en pierre blanche et située au milieu de la route du hameau.

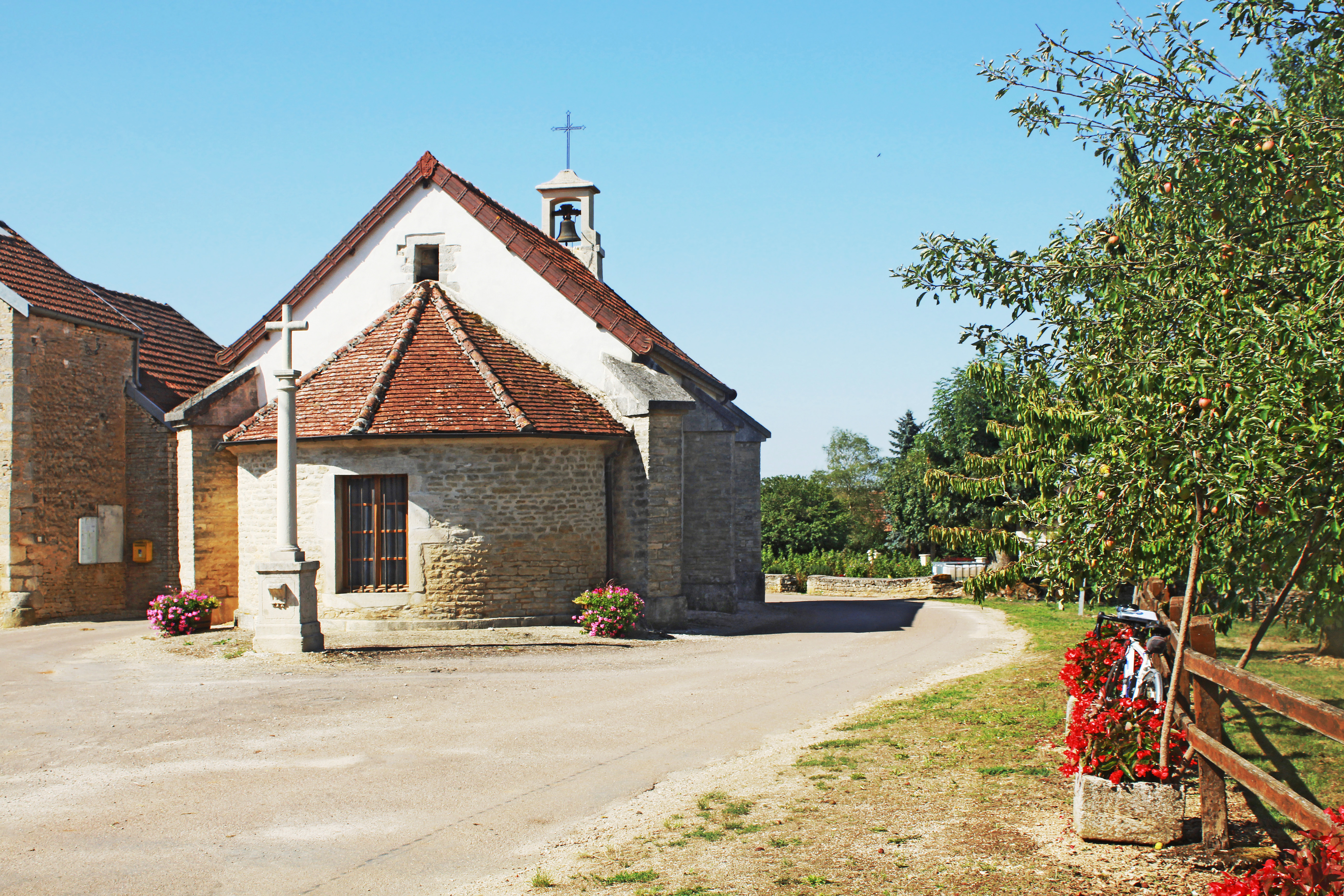
Chapelle Sainte-Anne de Luxerois.
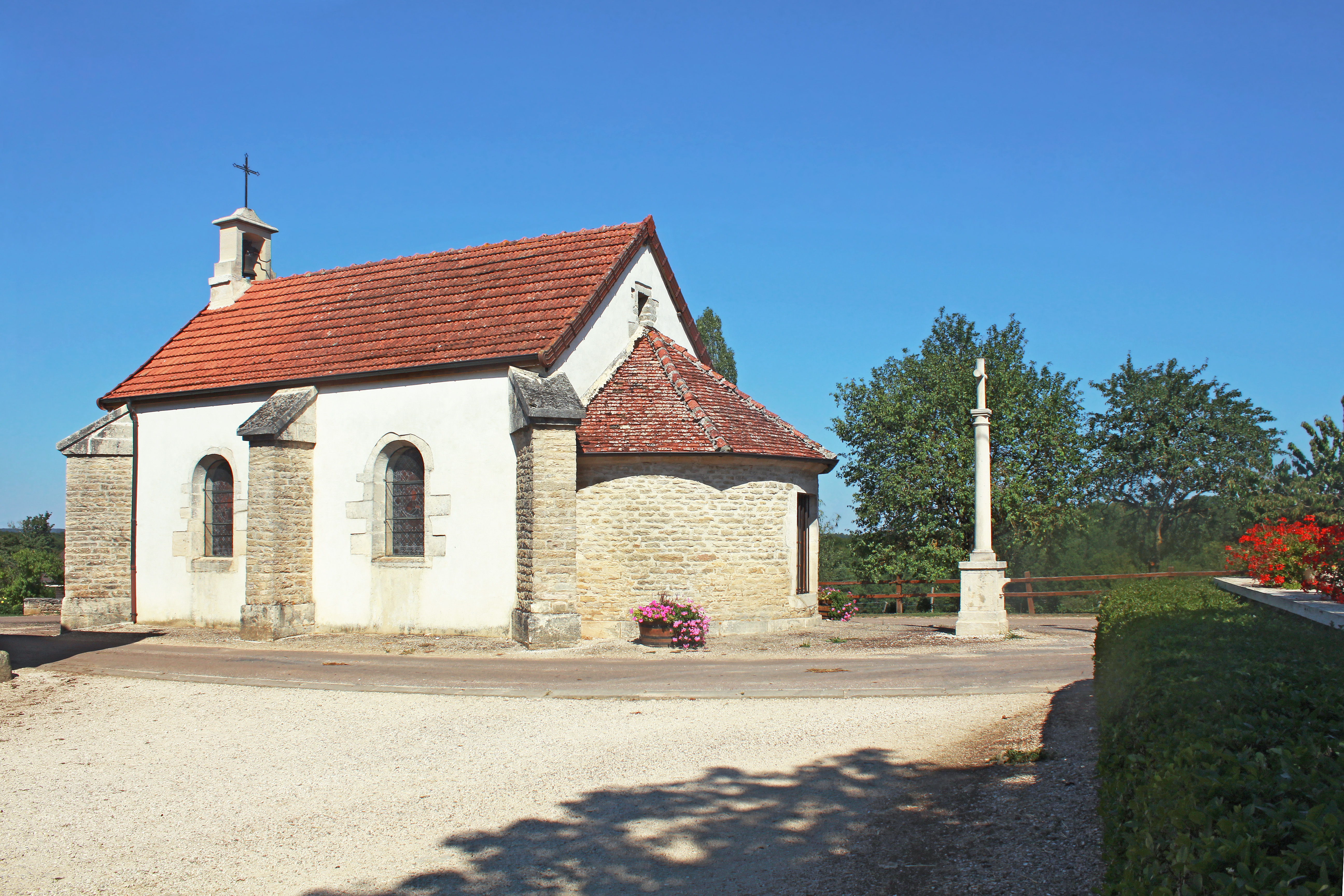
Chapelle et croix monumentale.

### Personnalités liées à la commune
- La famille noble de Saulx.